# Micrurus lemniscatus
Espèce
Synonymes
- Coluber lemniscatus Linnaeus, 1758
- Elaps heterochilus Boulenger, 1896
- Elaps gravenhorstii Boulenger, 1896
- Micrurus helleri Schmidt & Schmidt, 1925
- Elaps frontifasciatus Werner, 1927
- Micrurus frontifasciatus (Werner, 1927)

Micrurus lemniscatus est une espèce de serpents de la famille des Elapidae. 

## Répartition
Cette espèce se rencontre :
- au Brésil ;
- en Argentine ;
- en Bolivie ;
- au Pérou ;
- en Équateur ;
- en Colombie ;
- au Venezuela ;
- à la Trinité ;
- au Guyana ;
- au Suriname ;
- en Guyane.

## Description
C'est un serpent venimeux.

## Liste des sous-espèces
Selon The Reptile Database (17 décembre 2013) :
- Micrurus lemniscatus carvalhoi Roze, 1967
- Micrurus lemniscatus diutius Burger, 1955
- Micrurus lemniscatus frontifasciatus (Werner, 1927)
- Micrurus lemniscatus helleri Schmidt & Schmidt, 1925
- Micrurus lemniscatus lemniscatus (Linnaeus, 1758)

## Synonymie
Micrurus lemniscatus Serié, 1936 nec Linnaeus, 1758 est synonyme de Micrurus pyrrhocryptus (Cope, 1862)

## Publications originales
- Burger, 1955 : A new subspecies of the coral snake Micrurus lemniscatus from Vénézuela, British Guiana and Trinidad, and a key for the identification of associated species of coral snakes. Boletín de la Sociedad Venezolana de Ciencias Naturales, Caracas, vol. 1, p. 35-40.
- Linnaeus, 1758 : Systema naturae per regna tria naturae, secundum classes, ordines, genera, species, cum characteribus, differentiis, synonymis, locis, ed. 10 (texte intégral).
- Roze, 1967 : A check list of the New World venomous coral snakes (Elapidae), with descriptions of new forms. American Museum Novitates, no 2287, p. 1-60 (texte intégral).
- Schmidt & Schmidt, 1925 : New coral snakes from Peru. Report on results of the Captain Marshall Field expeditions. Publication (Field Museum of Natural History, Zoological series vol. 12, no 10, p. 129-134 (texte intégral).
- Werner, "1926" 1927 : Neue oder wenig bekannte Schlangen aus dem Wiener naturhistorischen Staatsmuseum (III. Teil). Sitzungsberichte der Kaiserlichen Akademie der Wissenschaften, Mathematisch-Naturwissenschaftliche, vol. 135, p. 243-257.